# Stunorthropita
La stunorthropita és un mineral de la classe dels sulfats.

## Característiques
La stunorthropita és un molibdat de fórmula química (NH₄)₄[Mo₂O₆(MoO₄)₂]. Va ser aprovada com a espècie vàlida per l'Associació Mineralògica Internacional en el mes de desembre de l'any 2024, i encara resta pendent de publicació. Cristal·litza en el sistema triclínic.
Les mostres que van servir per a determinar l'espècie, el que es coneix com a material tipus, es troben conservades a les col·leccions del museu mineral del New Mexico Bureau of Geology and Mineral Resources, a Socorro (Estats Units), amb el número de catàleg 19195, i al Projecte RRUFF, amb el número de deposició R240001.

## Formació i jaciments
Va ser descoberta al grup Summit, al districte miner de Cookes Peak del comtat de Luna (Nou Mèxic, Estats Units). Aquest indret és l'únic de tot el planeta on ha estat descrita aquesta espècie mineral.